# Слободанка Шобота
Слободанка Шобота (1947 — Панчево, 2004) била је српска сликарка, чланица УЛУС-а и УЛУВ-а, учесница многобројних уметничких колонија у земљи и иностранству.

## Биографија
Завршила је Академију ликовних уметности у Београду, одсек за сликарство, у класи професорке Љубице Сокић. Магистрирала је таписерију, одсек за текстил на Факултету примењених уметности у Београду у класи професора Суботића. Имала је 52 самосталне изложбе и излагала на око 500 колективних.
Добитница је стипендија Фонда Моша Пијаде у Лондону, награде за сликарство и таписерију на Октобарском салону Панчево, награде за акварел на Бијеналу акварела у Зрењанину и Шапцу и откупне награде Лаза Возаревић у Сремској Митровици и Народног музеја Панчево.
Преминула је 2004. године у Панчеву. Од 1−15. фебруара 2012. у Галерији савремене уметности Културног центра Панчева и 10−28. фебруара 2021. у Галерији Милорада Бате Михаиловића Културног центра Београда одржана је изложба њених слика и таписерија „Сећање”.